# Олонхо
Олонхо (јак. Олоҥхо) је серија прича о Јакутима (Сахи) и једна од најстаријих епских уметности туркијских (турских) народа. Реч олонхо означава оно што је било. Израз се односи на читаву јакутијску епску традицију, као и на њен централни еп, односно његове појединачне делове. Олонхо је 2008. године уврштен на листу Нематеријалног културног наслеђа човечанства.

## Структура
Поетске приче, чија је просечна дужина од 10 до 15.000 стихова, изводе приповедач и Олонхо певач из два дела. Први део је певање у стиху које се смењује са прозним делом састављеним од рецитација. Приповедач, осим добрих глумачких и певачких способности, мора бити речит и мајстор песничке импровизације. Еп се састоји од бројних легенди о древним ратницима, божанствима, духовима и животињама, али се бави и савременим догађајима, попут распада номадског друштва.

## Историја
Јакутски олонхо датира још из античких времена када су Јакути живели у својој бившој домовини и били у контакту са старим прецима турско-монголских народа Алтаја и Сајана. У прилог томе иде чињеница да олонхо има сличну радњу као епови ових народа, као и сличност у структури језика и речнику.Олонхо су први пут записали руски научници у 40-тим годинама 19. века, али тек након Револуције оснивач јакутске књижевности Платон Ојунски (рус. Плато́н Ойу́нский) који је и сам био народни певач, записао је и објавио највеће епско дело олонхоа - Њургун Ботур Силовити. Некада је у сваком јакутском насељу живело неколико олонхосута који су памтили хиљаде стихова олонхоа. Знање стихова се преносило усмено са генерације на генерацију, као и уметност њиховог извођења. Народни певачи су вечину свог слободног времена проводили у учењу и усавршавању вештина.

## Њургун Ботур Силовити
Најпознатији еп олонхоа Њургун Ботур Силовити дужи је од Илијаде скоро три пута и има радњу која се одвија у свету људи, свету духова и свету богова.